# Zielenogorsk (Kraj Krasnojarski)
Zielenogorsk (ros. Зеленогорск) – miasto zamknięte w azjatyckiej części Rosji, w Kraju Krasnojarskim, pozostające w gestii Federalnej Agencji Energii Atomowej Rosatom (Государственная корпорация по атомной энергии «Росатом»). W okresie ZSRR miasto nosiło nazwę Zaoziornyj-13, potem Krasnojarsk-45. Prawa miejskie od 1956.
Miasto położone jest na lewym brzegu rzeki Kań, w odległości drogowej 175 km od Krasnojarska, 18 km od miasta Zaoziornyj, gdzie mieści się najbliższa stacja kolejowa Magistrali Transsyberyjskiej, na miejscu wioski Ust'-Barga (znanej od 1735), na skraju której w latach 1840-1950 został zbudowany niewielki zakład metalurgiczny.
W mieście znajduje się kombinat elektrochemiczny OAO PO „Elektrochimiczeskij zawod”. Przedsiębiorstwo to jest producentem wzbogaconego uranu dla elektrowni jądrowych, stabilnych i radioaktywnych izotopów różnych pierwiastków oraz substancji w bardzo czystej postaci ).
W Zielenogorsku znajduje się również „Krasnojarska GRES-2”, największa elektrociepłownia we wschodniej Syberii.